# Polariteit (taalkunde)
Polariteit is in de taalwetenschap de grammaticale categorie die uitspraken verdeelt in bevestiging (of affirmatie), waarmee de aanwezigheid of wenselijkheid van een toestand wordt beschreven, en ontkenning (of negatie), waarmee juist afwezigheid of onwenselijkheid uitgedrukt wordt. In het Nederlands is dit het onderscheid tussen 'Jan ziet Piet' (bevestiging) en 'Jan ziet Piet niet' (ontkenning). Zoals in de meeste talen is bevestiging in het Nederlands doorgaans ongemarkeerd: een zin is bevestigend tenzij een woord als 'niet', 'nooit', etc. wordt gebruikt om de polariteit om te keren. Het Nederlands kent daarnaast een paar woorden, waaronder 'wel', die een nadrukkelijke bevestiging opleveren.
Sommige talen kennen woorden die enkel in een van beide polariteiten kunnen voorkomen. In het Nederlands is dit het geval met de werkwoorden 'hoeven' en 'uitstaan', die negatief polair zijn: 'Jan hoeft Piet te zien' en 'Jan kan Piet uitstaan' zijn beide ongrammaticaal.